# الفاظ طفره‌آمیز
الفاظ اغراق‌آمیز یا الفاظ طفره‌آمیز واژه‌ها یا عبارت‌هایی هستند که جانبداری پنهان در جملات را با نسبت دادن آنها (و عقاید مطرح شده در آنها) به منابع بی‌نام و نشان پنهان می‌کنند. در واقع الفاظ طفره‌آمیز بدون آنکه به خواننده اجازهٔ تدقیق در موثق بودن منبع را بدهند نوعی مرجعیت کاذب ایجاد می‌کنند. اگر جمله‌ای نتواند بدون الفاظ طفره‌آمیز منظور خود را برساند، بی‌طرفانه نیست. الفاظ طفره‌آمیز دیدگاه‌ها را بی‌طرف نمی‌کنند فقط قضیه را به نحوی ماستمالی، مبهم و غیرمستقیم می‌کنند. بهتر است که یک عقیده به جای انتساب به منبعی بی‌نام و نشان، به یک شخص مشخص نسبت داده شود.

## مثال
مثلاً این جمله به طرز آشکاری جانبدارانه‌است:
- «تهران باحال‌ترین شهر دنیا است.»

جمله زیر هم می‌کوشد با استفاده از منابع نامشخص ظاهری غیرجانبدارانه به جمله بالا بدهد:
- «برخی می‌گویند تهران باحال‌ترین شهر دنیا است».

جمله دوم از جمله اول بهتر است زیرا دست‌کم در پی آن نیست که عقیده‌ای را در قالب واقعیت محض عرضه کند. با این حال هنوز هم کامل نیست. چه کسی چنین می‌گوید؟ شما؟ من؟ این سخن چه زمانی گفته شده‌است؟ چه تعدادی از افراد چنین عقیده‌ای دارند؟ چگونه افرادی چنین عقیده‌ای دارند؟ چه تعصباتی دارند؟

## ریشه نام در انگلیسی
نام این اصطلاح در انگلیسی Weasel word است، به معنای تحت‌الفظی «کلمه راسو». راسو برای خوردن تخم‌مرغ معمولاً بدون این که به پوسته آن صدمه خاصی بزند، تمام محتویات آن را تخلیه می‌کند، کلمات طفره‌آمیز نیز به مانند راسو، محتوی و روح کلمه بعد از خود را می‌بلعند بدون اینکه به آن آسیب ظاهری بزنند. (مثلاً جمله‌ای که بعد از «بعضی‌ها فکر می‌کنند» می‌آید دیگر معنای اصلی خود را نخواهد داشت)